# Municipio La Libertad (Chiapas)
Koordinaten: 17° 41′ N, 91° 43′ W
La Libertad ist ein Municipio im mexikanischen Bundesstaat Chiapas. Das Municipio hat etwa 5000 Einwohner und eine Fläche von 458,1 km². Verwaltungssitz und einwohnerreichster Ort des Municipios ist das gleichnamige La Libertad.
Der Name dieses Ortes kommt aus dem Spanischen und bedeutet „die Freiheit“.

## Geographie
Das Municipio La Libertad liegt im Nordosten des mexikanischen Bundesstaats Chiapas auf einer Höhe unter 100 m. Es zählt zur Gänze zur physiographischen Provinz der südlichen Küstenebene des Golfs von Mexiko und liegt gänzlich in der hydrologischen Region Grijalva-Usumacinta. Die Geologie des Municipios wird zu 82 % von Sandstein bestimmt bei 14 % Alluvionen; vorherrschende Bodentypen sind Arenosol (56 %), Gleysol (22 %) und Cambisol (21 %). Etwa 81 % der Gemeindefläche dienen als Weideland, 9 % sind bewaldet.
Das Municipio La Libertad grenzt ans Municipio Palenque und an den Bundesstaat Tabasco.

## Bevölkerung
Beim Zensus 2010 wurden im Municipio 4974 Menschen in 1411 Wohneinheiten gezählt. Davon wurden 115 Personen als Sprecher einer indigenen Sprache registriert, darunter 69 Sprecher des Chol. Gut 16 Prozent der Bevölkerung waren Analphabeten. 1756 Einwohner wurden als Erwerbspersonen registriert, wovon über 85 % Männer bzw. 1,4 % arbeitslos waren. 22,5 % der Bevölkerung lebten in extremer Armut.

## Orte
Das Municipio La Libertad umfasst 64 bewohnte localidades, von denen nur der Hauptort vom INEGI als urban klassifiziert ist. Drei Orte wiesen beim Zensus 2010 eine Einwohnerzahl von über 500 auf, 55 Orte hatten weniger als 100 Einwohner. Die größten Orte sind:
| Ort                               | Einwohner |
| La Libertad                       | 2032      |
| José María Morelos y Pavón Centro | 0807      |
| Benito Juárez Centro              | 0512      |